# 사마염
진 세조 무황제 사마염(晉 世祖 武皇帝 司馬炎, 236년 ~ 290년 5월 16일)은 중국 서진의 초대 황제로 자는 안세(安世)이다.  280년 오를 병합하여 삼국통일을 완성한 군주이다.
조부는 사마의, 백부는 사마사, 부친은 사마소이다.

## 건국 이전
사마염의 조부인 사마의가 정적인 조상을 물리침으로써 정권을 획득한 사마씨 일족은 조위의 3대 황제 조방과 4대 황제 조모를 폐위했다. 조위의 마지막 황제인 원제 조환의 대에 이르러서는 사마씨의 수장인 대장군 사마소가 승상에서 진공(晉公)을 거쳐, 진왕(晉王)으로 승작되자, 사마염은 왕세자가 되었다. 사마소에게 황위에 오를 기회는 많이 주어졌으나, 그는 주공과 조조의 선례를 따르고자 황좌에 오르지 않았다.
당초에 문제는 후계자를 정하지 않았을 때 의중을 무양후(舞陽侯) 사마유(司馬攸)에게 두었다. 무제(武帝)는 세워지지 못할까 두려워 배수(裴秀)에게 묻길 ：「사람에게 (임금의) 상이 있습니까?」라 하였는데 이로 인해 (관상의) 기이함을 표시한 것이다. 배수(裴秀)는 이후에 문제에게 말하길 ：「중무군(中撫軍)은 이미 인망을 얻고 있고 모습이 이러하니 진실로 다른 사람의 신하가 될 상이 아닙니다.」하니 이로 말미암아 세자가 마침내 결정되었다.

## 서진건국
265년, 사마소가 죽고 진왕직을 승계한 사마염은 위나라의 마지막 황제 조환을 겁박하여 선양을 요구했다. 선양을 받아 황제로 즉위한 사마염은 조환을 진류왕(陳留王)으로 봉하며 위나라를 멸망시키고, 낙양에서 국호를 진(晉)으로 바꾸어 진나라를 건국한다. 훗날 사마예가 건업에 건설한 동진과 구별하기 위하여, 흔히 사마염이 건국한 진을 서진이라 부른다.

### 동오 정복과 삼국 통일
280년, 명장 두예(杜預)와 왕준(王濬)의 분투로, 손호가 다스리고 있던 오나라를 멸망시키면서 60년의 삼국 정립의 시대의 막을 내린다.

### 몰락
삼국을 통일한 뒤, 그는 성군(聖君) 노릇을 하며 검소한 생활을 입버릇처럼 말했지만, 말년엔 부패와 향략으로 물든 정치를 하였고, 서진은 몰락의 길을 걷게 되었다. 이후에 사마염의 뒤를 이은 사마충의 정실 부인이며 가충의 딸인 가남풍은 정권을 잡고 전횡을 일삼아, 팔왕의 난의 맹아(시초)가 되는 등 서진 왕조를 몰락하게 했다.
참고로 그에 대한 평가로서 잘 알 수 있는 부분들을 보면 그가 어느 날 신하들에게 '왜 짐은 공명 같은 신하가 없느냐'고 묻자 '폐하께서는 공명이 여럿 있어도 답이 없다'는 식의 이야기를 들었고, 어떤 사람은 그를 당대에 이미 후한 말기의 황제들이던 환제와 영제와 맞먹는다고 하였다.

## 가족 관계
- 증조부 : 사마방(司馬防)
  - 조부 : 고조 선황제 사마의(高祖 宣皇帝 司馬懿)
  - 조모 : 선목황후 장씨 장춘화(宣穆皇后 張氏 張春華)
    - 백부 : 세종 경황제 사마사(世宗 景皇帝 司馬師)
    - 백모(정처) : 경회황후 하후씨 하후휘(景懷皇后 夏侯氏 夏侯徽)
    - 백모(후처) : 경헌황후 양씨 양휘유(景獻皇后 羊氏 羊徽瑜)
- 외증조부 : 왕랑(王朗)
  - 외조부 : 난릉후 왕숙(蘭陵侯 王肅)
    - 부황 : 태조 문황제 사마소(太祖 文皇帝 司馬昭)
    - 모후 : 문명황후 왕씨 왕원희(文明皇后 王氏 王元姫)
      - 황후(정후) : 무원황후 양씨 양염(武元皇后 楊氏 楊艶) (237년~274년)
        - 제1황자 : 비릉도왕(毗陵悼王) 사마궤(司馬軌)
        - 제2황자 : 황태자 사마충(司馬衷) (서진 혜제)
        - 황태자비(정후) : 혜문황후 가씨 가남풍(惠文皇后 賈氏 賈南風)
        - 황태자비(계후) : 혜헌황후 양씨 양헌용(惠獻皇后 羊氏 羊献容)
        - 제3황자 : 진헌왕(秦獻王) 사마간(司馬柬)
        - 제7황녀 : 평양공주(平陽公主)
        - 제8황녀 : 신풍공주(新豊公主)
        - 제9황녀 : 양평공주(陽平公主)

      - 황후(계후) : 무도황후 양씨 양지(武悼皇后 楊氏 楊芷) (259년~292년)
        - 제16황자 : 발해상왕(渤海殤王) 사마회(司馬恢)

      - 황후(추존) : 효회태후 왕씨 왕원희(曉懷太后 王氏 王媛姬)
        - 제 17황자 : 예장왕(豫章王) 사마치(司馬熾) (서진 회제)
        - 황자 비(정후) : 회황후 양씨 양난벽(懷皇后 梁氏 梁蘭璧)

      - 빈 : 귀빈 좌씨 좌분(貴嬪 左氏 左芬)
      - 빈 : 귀빈 호씨 호방(貴嬪 胡氏 胡芳)
        - 제11황녀 : 무안공주(武安公主)

      - 궁인 : 부인 이씨(夫人 李氏)
        - 제9황자 : 회남충장왕(淮南忠壯王) 사마윤(司馬允) (272년~300년)
        - 제15황자 : 오효왕(吳孝王) 사마안(司馬晏)
          - 황손 : 진왕(秦王) 사마업(司馬業) (서진 민제)

      - 궁인 : 부인 제갈씨 제갈완(夫人 諸葛氏 諸葛婉)
        - 제13황자 : 여음애왕(汝陰哀王) 사마모(司馬謨)

      - 궁인 : 미인 심씨(美人 審氏)
        - 제4황자 : 성양회왕(城陽懷王) 사마경(司馬景) ( ~270년)
        - 제8황자 : 초은왕(楚隱王) 사마위(司馬瑋) (271년~291년)
        - 제12황자 : 장사여왕(長沙厲王) 사마예(司馬乂) (277년~304년)

      - 궁인 : 미인 진씨(美人 陳氏)
        - 제11황자 : 청하강왕(淸河康王) 사마하(司馬遐)

      - 궁인 : 미인 조씨(美人 趙氏)
        - 제18황자 : 대애왕(代哀王) 사마연(司馬演)

      - 궁인 : 재인 서씨(才人 徐氏)
        - 제5황자 : 성양상왕(城陽殤王) 사마헌(司馬憲)

      - 궁인 : 재인 궤씨(才人 匱氏)
        - 제6황자 : 동해충왕(東海沖王) 사마지(司馬祗)

      - 궁인 : 재인 조씨(才人 趙氏)
        - 제7황자 : 시평애왕(始平哀王) 사마유(司馬裕)

      - 궁인 : 재인 정씨(才人 程氏)
        - 제14황자 : 성도왕(成都王) 사마영(司馬穎)

      - 궁인 : 보림 장씨(保林 張氏)
        - 제10황자 : 신도회왕(新都懷王) 사마해(司馬該)

      - 아우 : 제헌왕(濟獻王) 사마유(司馬攸)
      - 아우 : 성양애왕(城陽哀王) 사마조(司馬兆)
      - 아우 : 요동도왕(遼東悼王) 사마정국(司馬定國)
      - 아우 : 광한상왕(廣漢殤王) 사마광덕(司馬廣德)
      - 누이 : 경조장공주(京兆長公主)

## 기년
| 무제        | 원년            | 2년        | 3년        | 4년        | 5년        | 6년                 | 7년        | 8년        | 9년        | 10년       |
| ----------- | --------------- | ---------- | ---------- | ---------- | ---------- | ------------------- | ---------- | ---------- | ---------- | ---------- |
| 서력 (西曆) | 265년           | 266년      | 267년      | 268년      | 269년      | 270년               | 271년      | 272년      | 273년      | 274년      |
| 간지 (干支) | 을유(乙酉)      | 병술(丙戌) | 정해(丁亥) | 무자(戊子) | 기축(己丑) | 경인(庚寅)          | 신묘(辛卯) | 임진(壬辰) | 계사(癸巳) | 갑오(甲午) |
| 연호 (年號) | 태시(泰始) 원년 | 2년        | 3년        | 4년        | 5년        | 6년                 | 7년        | 8년        | 9년        | 10년       |
| 무제        | 11년            | 12년       | 13년       | 14년       | 15년       | 16년                | 17년       | 18년       | 19년       | 20년       |
| 서력 (西曆) | 275년           | 276년      | 277년      | 278년      | 279년      | 280년               | 281년      | 282년      | 283년      | 284년      |
| 간지 (干支) | 을미(乙未)      | 병신(丙申) | 정유(丁酉) | 무술(戊戌) | 기해(己亥) | 경자(庚子)          | 신축(辛丑) | 임인(壬寅) | 계묘(癸卯) | 갑진(甲辰) |
| 연호 (年號) | 함녕(咸寧) 원년 | 2년        | 3년        | 4년        | 5년        | 6년 태강(太康) 원년 | 2년        | 3년        | 4년        | 5년        |
| 무제        | 21년            | 22년       | 23년       | 24년       | 25년       | 26년                |            |            |            |            |
| 서력 (西曆) | 285년           | 286년      | 287년      | 288년      | 289년      | 290년               |            |            |            |            |
| 간지 (干支) | 을사(乙巳)      | 병오(丙午) | 정미(丁未) | 무신(戊申) | 기유(己酉) | 경술(庚戌)          |            |            |            |            |
| 연호 (年號) | 6년             | 7년        | 8년        | 9년        | 10년       | 태희(太熙) 원년     |            |            |            |            |

## 같이 보기
- 삼국지 인물 목록
- 중국의 군주 목록